# العقدة العلوية للعصب اللساني البلعومي
تقع العقدة العلوية للعصب اللساني البلعومي في الجزء العلوي من الأخدود الذي ينحني فيه العصب البلعومي اللساني خلال مروره في الثقبة الوداجية.
وهي عقدة صغيرة جداً، وعادةً ما تعتبر جزءاً منفصلاً عن العقدة السفلية للعصب اللساني البلعومي.

## وصلات خارجية
- درسٌ تشريحي حول cranialnerves مُعدٌ بواسطة ويسلي نورمان (جامعة جورجتاون). (IX)